# 福田社倉
福田社倉（ふくだしゃそう）は広島県竹原市福田町中谷1571に所在する社倉。竹原市史跡に指定されている。

## 概要
1780年（安永9年）に設置され、1874年（明治7年）まで約100年使われた。1870年（明治3年）ごろからは、社倉と別に籾の貸付を主とする義倉として利用されていた。その制度は、昭和になるまで続いていたと言われる。
文書類も多数残っており、市立竹原書院図書館に保存されている。
内部は間口4間半、奥行2間の平屋造りでふた間に仕切られている。

## 交通アクセス
- 大乗駅から徒歩で25分。[2]